# Springtime Festival
Het Springtime Festival was een Belgisch muziekfestival in Halen, gericht op jongeren tussen 16 en 25 jaar.

## Geschiedenis
In 2007 werd een feitelijke vereniging opgericht tussen leden van de Halense jeugdraad en jongeren van de omliggende gemeenten. Na een succesvolle eerste editie op de Grote Markt in Halen op 3 mei 2008 werd in 2008 Springtime vzw opgericht. In 2009 volgde nog een festival op de Grote Markt met 1500 bezoekers. Het jaar erna, op 15 mei 2010, was er een hoogtepunt met 4.500 bezoekers en tal van internationale artiesten. Op 14 mei 2011 steeg het aantal bezoekers met meer dan 2000 bezoekers tot een totaal van 6800 bezoekers. Ook verbleven er beduidend meer kampeerders: 720 personen schreven zich in via de website, waarvan er uiteindelijk 620 zich aangemeld hebben. In 2012 bestond Springtime vijf jaar en vond een speciale editie plaats. Voor het eerst telde het festival twee dagen, op vrijdag 18 en zaterdag 19 mei. Er waren ongeveer 10.000 bezoekers.
De zesde en voorlopig laatste editie vond plaats op 10 en 11 mei 2013. Op 14 april 2014 werd bekend dat er dat jaar geen editie van Springtime Festival gaat zijn. De hoofdreden is de tegenvallende opkomst van de editie van 2013. Het staat niet vast dat het festival niet zal terugkeren, Springtime VZW is echter wel in vereffening gegaan op 3 september 2014.

## Concept
Springtime Festival staat bekend om zijn fris lenteconcept met verschillende dieren die jaarlijks een hoofdrol spelen in de 2D-tekenfilms. Dit concept wordt doorgetrokken in alle communicatie, ook op het terrein.

## Edities

### 2008
Main Stage
Koan, Ruins, Sparkle of Hope, the Setup, The Maple Room, Dada Life 
Second Stage
Smiley Beats Brüders, Krimson D

### 2009
Black Cat Bone Squad, Tubelight, Jasper Erkens, Johnny Berlin
Main stage
Joshua, ABN, Paul Michiels, Brainpower, Ida Engberg, Soldout, B.C.B.S, Goldfox vs Jay Lee, The Mixfitz
Second stage
Stykz vs Speedwagon, Krimson D, Le Bar Deux, Quartier Rouge, Beatrox, Duoteca

### 2010
Main Stage
The Pilot Light, Exit On The Left, Starfucker, Discobar Galaxie
Second Stage
Borgore, Battery, Sigi, Lazy Jay, Rave Our Souls, Netsky & Murdock

### 2012
Gabriel Rios, Gers Pardoel, School Is Cool, The Magician, Xzibit